# Exodus (Samael)
Exodus è il terzo EP del gruppo musicale Samael, pubblicato il 1998 dalla Century Media Records. 

## Tracce
1. Exodus – 3:48
2. Tribes of Cain – 3:33
3. Son of Earth – 4:37
4. Winter Solstice – 3:33
5. Ceremony of Opposites – 5:03
6. From Malkuth to Kether – 4:31
7. Static Journey (traccia nascosta) – 3:46

## Formazione
- Vorph - voce, chitarra, testi
- Xy - batteria, tastiere
- Mas - basso
- Kaos - chitarra